# Lista de presidentes do Governo Regional da Madeira
Esta é a lista dos presidentes do Governo Regional da Madeira:

## Lista
Legenda de cores
| # | Presidente do Governo Regional (Nascimento–Morte) | Retrato     | Início do mandato    | Fim do mandato      | Eleições (Governo) | Partido                                     | Partido          |
| - | ------------------------------------------------- | ----------- | -------------------- | ------------------- | ------------------ | ------------------------------------------- | ---------------- |
| 1 | Jaime Ornelas Camacho (1921–2016)                 |             | 1 de outubro de 1976 | 16 de março de 1978 | 1976 (I)           |                                             | Social Democrata |
| 2 | Alberto João Cardoso Gonçalves Jardim (1943–)     |             | 16 de março de 1978  | 20 de abril de 2015 | —— (II)            |                                             | Social Democrata |
| 2 | Alberto João Cardoso Gonçalves Jardim (1943–)     | 1980 (III)  | 16 de março de 1978  | 20 de abril de 2015 |                    |                                             | Social Democrata |
| 2 | Alberto João Cardoso Gonçalves Jardim (1943–)     | 1984 (IV)   | 16 de março de 1978  | 20 de abril de 2015 |                    |                                             | Social Democrata |
| 2 | Alberto João Cardoso Gonçalves Jardim (1943–)     | 1988 (V)    | 16 de março de 1978  | 20 de abril de 2015 |                    |                                             | Social Democrata |
| 2 | Alberto João Cardoso Gonçalves Jardim (1943–)     | 1992 (VI)   | 16 de março de 1978  | 20 de abril de 2015 |                    |                                             | Social Democrata |
| 2 | Alberto João Cardoso Gonçalves Jardim (1943–)     | 1996 (VII)  | 16 de março de 1978  | 20 de abril de 2015 |                    |                                             | Social Democrata |
| 2 | Alberto João Cardoso Gonçalves Jardim (1943–)     | 2000 (VIII) | 16 de março de 1978  | 20 de abril de 2015 |                    |                                             | Social Democrata |
| 2 | Alberto João Cardoso Gonçalves Jardim (1943–)     | 2004 (IX)   | 16 de março de 1978  | 20 de abril de 2015 |                    |                                             | Social Democrata |
| 2 | Alberto João Cardoso Gonçalves Jardim (1943–)     | 2007 (X)    | 16 de março de 1978  | 20 de abril de 2015 |                    |                                             | Social Democrata |
| 2 | Alberto João Cardoso Gonçalves Jardim (1943–)     | 2011 (XI)   | 16 de março de 1978  | 20 de abril de 2015 |                    |                                             | Social Democrata |
| 3 | Miguel Filipe Machado de Albuquerque (1961–)      |             | 20 de abril de 2015  | presente            | 2015 (XII)         |                                             | Social Democrata |
| 3 | Miguel Filipe Machado de Albuquerque (1961–)      | 2019 (XIII) | 20 de abril de 2015  | presente            |                    | Social Democrata (com os Centristas)        |                  |
| 3 | Miguel Filipe Machado de Albuquerque (1961–)      | 2023 (XIV)  | 20 de abril de 2015  | presente            |                    | Somos Madeira (Presidente Social Democrata) |                  |
| 3 | Miguel Filipe Machado de Albuquerque (1961–)      | 2024 (XV)   | 20 de abril de 2015  | presente            |                    | Social Democrata                            |                  |